# Qualificazioni al campionato mondiale maschile under 21 di pallavolo 2015 (CEV)
Il sorteggio è stato effettuato in Lussemburgo il 7 ottobre 2014.

## Regolamento
Alle qualificazioni si presentano ventitré squadre nazionali under 21 europee e due di queste si sono qualificate per il campionato mondiale under 21 2015. Sono state disputate due fasi a gironi con la formula del girone all'italiana: si sono qualificate al mondiale le prime classificate dei gironi della seconda fase. La Russia e la Slovenia sono state esentate dalla prima fase in quanto prima e seconda classificata al campionato europeo under 20 2014.

## Squadre partecipanti
- Austria
- Belgio
- Bulgaria
- Croazia
- Danimarca
- Estonia
- Francia
- Germania
- Grecia
- Italia
- Lettonia
- Paesi Bassi
- Polonia
- Portogallo
- Rep. Ceca
- Romania
- Russia
- Serbia
- Slovacchia
- Slovenia
- Turchia
- Ucraina
- Ungheria

## Torneo

### Prima fase
| Girone A  | Girone B | Girone C | Girone D   | Girone E | Girone F    |
| --------- | -------- | -------- | ---------- | -------- | ----------- |
| Danimarca | Estonia  | Austria  | Belgio     | Francia  | Bulgaria    |
| Italia    | Slovenia | Romania  | Portogallo | Grecia   | Croazia     |
| Rep. Ceca | Turchia  | Serbia   | Slovacchia | Lettonia | Germania    |
| -         | -        | -        | Ucraina    | Ungheria | Paesi Bassi |

#### Girone A

##### Risultati
| 9 gennaio 2015 Kildeskovshallen, Gentofte Durata: 1h:40 - Spettatori: 75   | Italia    | 3 - 1 | Rep. Ceca | 22-25, 25-21, 25-22, 25-17 |
| 10 gennaio 2015 Kildeskovshallen, Gentofte Durata: 1h:17 - Spettatori: 210 | Rep. Ceca | 3 - 0 | Danimarca | 25-16, 25-23, 25-23        |
| 11 gennaio 2015 Kildeskovshallen, Gentofte Durata: 1h:30 - Spettatori: 190 | Danimarca | 1 - 3 | Italia    | 25-23, 15-25, 12-25, 18-25 |

##### Classifica
| Pos | Squadra   | Pt | G | V | P | SV | SP | Ratio | PF  | PS  | Ratio |
| --- | --------- | -- | - | - | - | -- | -- | ----- | --- | --- | ----- |
| 1   | Italia    | 6  | 2 | 2 | 0 | 6  | 2  | 3.000 | 195 | 155 | 1.258 |
| 2   | Rep. Ceca | 3  | 2 | 1 | 1 | 4  | 3  | 1.333 | 160 | 159 | 1.006 |
| 3   | Danimarca | 0  | 2 | 0 | 2 | 1  | 6  | 0.167 | 132 | 173 | 0.763 |

#### Girone B

##### Risultati
| 9 gennaio 2015 Športna dvorana Hoče, Hoče-Slivnica Durata: 1h:14 - Spettatori: 75   | Estonia  | 0 - 3 | Turchia  | 24-26, 17-25, 19-25 |
| 10 gennaio 2015 Športna dvorana Hoče, Hoče-Slivnica Durata: 1h:18 - Spettatori: 300 | Slovenia | 3 - 0 | Estonia  | 25-23, 25-19, 25-23 |
| 11 gennaio 2015 Športna dvorana Hoče, Hoče-Slivnica Durata: 1h:18 - Spettatori: 450 | Turchia  | 0 - 3 | Slovenia | 20-25, 17-25, 21-25 |

##### Classifica
| Pos | Squadra  | Pt | G | V | P | SV | SP | Ratio | PF  | PS  | Ratio |
| --- | -------- | -- | - | - | - | -- | -- | ----- | --- | --- | ----- |
| 1   | Slovenia | 6  | 2 | 2 | 0 | 6  | 0  | MAX   | 150 | 123 | 1.220 |
| 2   | Turchia  | 3  | 2 | 1 | 1 | 3  | 3  | 1.000 | 134 | 135 | 0.993 |
| 3   | Estonia  | 0  | 2 | 0 | 2 | 0  | 6  | 0.000 | 125 | 151 | 0.828 |

#### Girone C

##### Risultati
| 8 gennaio 2015 Die Blue Box, Graz Durata: 1h:53 - Spettatori: 550  | Romania | 2 - 3 | Austria | 18-25, 25-23, 25-21, 18-25, 9-15  |
| 9 gennaio 2015 Die Blue Box, Graz Durata: 1h:45 - Spettatori: 50   | Serbia  | 3 - 1 | Romania | 25-21, 25-27, 25-19, 25-16        |
| 10 gennaio 2015 Die Blue Box, Graz Durata: 2h:10 - Spettatori: 500 | Austria | 3 - 2 | Serbia  | 25-23, 26-28, 22-25, 25-16, 15-11 |

##### Classifica
| Pos | Squadra | Pt | G | V | P | SV | SP | Ratio | PF  | PS  | Ratio |
| --- | ------- | -- | - | - | - | -- | -- | ----- | --- | --- | ----- |
| 1   | Austria | 4  | 2 | 2 | 0 | 6  | 4  | 1.500 | 222 | 198 | 1.121 |
| 2   | Serbia  | 4  | 2 | 1 | 1 | 5  | 4  | 1.250 | 203 | 196 | 1.036 |
| 3   | Romania | 1  | 2 | 0 | 2 | 3  | 6  | 0.500 | 178 | 209 | 0.852 |

#### Girone D

##### Risultati
| 9 gennaio 2015 Eurovolleycenter, Vilvoorde Durata: 1h:20 - Spettatori: 15   | Portogallo | 0 - 3 | Ucraina    | 30-32, 22-25, 21-25               |
| 9 gennaio 2015 Eurovolleycenter, Vilvoorde Durata: 1h:40 - Spettatori: 220  | Belgio     | 3 - 1 | Slovacchia | 25-17, 25-19, 23-25, 25-21        |
| 10 gennaio 2015 Eurovolleycenter, Vilvoorde Durata: 1h:54 - Spettatori: 22  | Ucraina    | 2 - 3 | Slovacchia | 25-16, 18-25, 25-19, 20-25, 12-15 |
| 10 gennaio 2015 Eurovolleycenter, Vilvoorde Durata: 1h:46 - Spettatori: 240 | Portogallo | 1 - 3 | Belgio     | 25-21, 23-25, 19-25, 21-25        |
| 11 gennaio 2015 Eurovolleycenter, Vilvoorde Durata: 1h:55 - Spettatori: 35  | Slovacchia | 2 - 3 | Portogallo | 23-25, 25-11, 25-22, 21-25, 10-15 |
| 11 gennaio 2015 Eurovolleycenter, Vilvoorde Durata: 1h:11 - Spettatori: 250 | Ucraina    | 0 - 3 | Belgio     | 21-25, 20-25, 22-25               |

##### Classifica
| Pos | Squadra    | Pt | G | V | P | SV | SP | Ratio | PF  | PS  | Ratio |
| --- | ---------- | -- | - | - | - | -- | -- | ----- | --- | --- | ----- |
| 1   | Belgio     | 9  | 3 | 3 | 0 | 9  | 2  | 4.500 | 269 | 233 | 1.155 |
| 2   | Ucraina    | 4  | 3 | 1 | 2 | 5  | 6  | 0.833 | 245 | 248 | 0.988 |
| 3   | Slovacchia | 3  | 3 | 1 | 2 | 6  | 8  | 0.750 | 286 | 296 | 0.966 |
| 4   | Portogallo | 2  | 3 | 1 | 2 | 4  | 8  | 0.500 | 259 | 282 | 0.918 |

#### Girone E

##### Risultati
| 9 gennaio 2015 Bujtosi Szabadidő csarnok, Nyíregyháza Durata: 1h:58 - Spettatori: 70   | Grecia   | 1 - 3 | Francia  | 19-25, 25-20, 26-28, 33-25 |
| 9 gennaio 2015 Bujtosi Szabadidő csarnok, Nyíregyháza Durata: 1h:39 - Spettatori: 300  | Ungheria | 3 - 1 | Lettonia | 25-21, 25-18, 22-25, 25-15 |
| 10 gennaio 2015 Bujtosi Szabadidő csarnok, Nyíregyháza Durata: 1h:11 - Spettatori: 90  | Francia  | 3 - 0 | Lettonia | 25-18, 25-23, 25-15        |
| 10 gennaio 2015 Bujtosi Szabadidő csarnok, Nyíregyháza Durata: 1h:40 - Spettatori: 350 | Grecia   | 1 - 3 | Ungheria | 25-20, 15-25, 23-25, 17-25 |
| 11 gennaio 2015 Bujtosi Szabadidő csarnok, Nyíregyháza Durata: 1h:39 - Spettatori: 150 | Lettonia | 1 - 3 | Grecia   | 23-25, 19-25, 25-22, 15-25 |
| 11 gennaio 2015 Bujtosi Szabadidő csarnok, Nyíregyháza Durata: 1h:17 - Spettatori: 500 | Francia  | 3 - 0 | Ungheria | 25-16, 28-26, 25-18        |

##### Classifica
| Pos | Squadra  | Pt | G | V | P | SV | SP | Ratio | PF  | PS  | Ratio |
| --- | -------- | -- | - | - | - | -- | -- | ----- | --- | --- | ----- |
| 1   | Francia  | 9  | 3 | 3 | 0 | 9  | 1  | 9.000 | 261 | 219 | 1.192 |
| 2   | Ungheria | 6  | 3 | 2 | 1 | 6  | 5  | 1.200 | 252 | 237 | 1.063 |
| 3   | Grecia   | 3  | 3 | 1 | 2 | 5  | 7  | 0.714 | 280 | 285 | 0.983 |
| 4   | Lettonia | 0  | 3 | 0 | 3 | 2  | 9  | 0.222 | 217 | 269 | 0.807 |

#### Girone F

##### Risultati
| 9 gennaio 2015 Landstede Sportcentrum, Zwolle Durata: 1h:52 - Spettatori: 250  | Croazia     | 2 - 3 | Paesi Bassi | 15-25, 18-25, 25-22, 25-15, 12-15 |
| 9 gennaio 2015 Landstede Sportcentrum, Zwolle Durata: 1h:24 - Spettatori: 135  | Germania    | 3 - 0 | Bulgaria    | 25-19, 25-23, 28-26               |
| 10 gennaio 2015 Landstede Sportcentrum, Zwolle Durata: 1h:42 - Spettatori: 150 | Paesi Bassi | 1 - 3 | Bulgaria    | 25-20, 22-25, 18-25, 22-25        |
| 10 gennaio 2015 Landstede Sportcentrum, Zwolle Durata: 1h:39 - Spettatori: 100 | Croazia     | 1 - 3 | Germania    | 18-25, 21-25, 25-20, 22-25        |
| 11 gennaio 2015 Landstede Sportcentrum, Zwolle Durata: 1h:23 - Spettatori: 180 | Bulgaria    | 3 - 0 | Croazia     | 25-19, 25-21, 26-24               |
| 11 gennaio 2015 Landstede Sportcentrum, Zwolle Durata: 1h:44 - Spettatori: 600 | Paesi Bassi | 1 - 3 | Germania    | 19-25, 25-27, 25-23, 17-25        |

##### Classifica
| Pos | Squadra     | Pt | G | V | P | SV | SP | Ratio | PF  | PS  | Ratio |
| --- | ----------- | -- | - | - | - | -- | -- | ----- | --- | --- | ----- |
| 1   | Germania    | 9  | 3 | 3 | 0 | 9  | 2  | 4.500 | 273 | 240 | 1.138 |
| 2   | Bulgaria    | 6  | 3 | 2 | 1 | 6  | 4  | 1.500 | 239 | 229 | 1.044 |
| 3   | Paesi Bassi | 2  | 3 | 1 | 2 | 5  | 8  | 0.625 | 275 | 290 | 0.948 |
| 4   | Croazia     | 1  | 3 | 0 | 3 | 3  | 9  | 0.333 | 245 | 273 | 0.897 |

### Seconda fase
| Girone G | Girone H |
| -------- | -------- |
| Austria  | Belgio   |
| Francia  | Germania |
| Italia   | Russia   |
| Polonia  | Slovenia |

#### Girone G

##### Risultati
| 15 maggio 2015 Hala Energia, Bełchatów Durata: 1h:15 - Spettatori: 300 | Polonia | 3 - 0 | Italia  | 25-19, 25-22, 25-17        |
| 15 maggio 2015 Hala Energia, Bełchatów Durata: 1h:38 - Spettatori: 45  | Austria | 1 - 3 | Francia | 25-19, 18-25, 18-25, 21-25 |
| 16 maggio 2015 Hala Energia, Bełchatów Durata: 1h:46 - Spettatori: 46  | Italia  | 3 - 1 | Francia | 25-22, 25-19, 20-25, 25-22 |
| 16 maggio 2015 Hala Energia, Bełchatów Durata: 1h:04 - Spettatori: 285 | Polonia | 3 - 0 | Austria | 25-17, 25-11, 25-17        |
| 17 maggio 2015 Hala Energia, Bełchatów Durata: 1h:23 - Spettatori: 65  | Italia  | 3 - 0 | Austria | 25-22, 25-23, 28-26        |
| 17 maggio 2015 Hala Energia, Bełchatów Durata: - Spettatori:           | Francia | 1 - 3 | Polonia | 17-25, 25-19, 19-25, 24-26 |

##### Classifica
| Pos | Squadra | Pt | G | V | P | SV | SP | Ratio | PF  | PS  | Ratio |
| --- | ------- | -- | - | - | - | -- | -- | ----- | --- | --- | ----- |
| 1   | Polonia | 9  | 3 | 3 | 0 | 9  | 1  | 9.000 | 245 | 188 | 1.303 |
| 2   | Italia  | 6  | 3 | 2 | 1 | 6  | 4  | 1.500 | 231 | 234 | 0.987 |
| 3   | Francia | 3  | 3 | 1 | 2 | 5  | 7  | 0.714 | 267 | 272 | 0.982 |
| 4   | Austria | 0  | 3 | 0 | 3 | 1  | 9  | 0.111 | 198 | 247 | 0.802 |

#### Girone H

##### Risultati
| 15 maggio 2015 Športna dvorana, Nova Gorica Durata: 1h:18 - Spettatori: 100 | Belgio   | 0 - 3 | Germania | 18-25, 17-25, 21-25               |
| 15 maggio 2015 Športna dvorana, Nova Gorica Durata: 1h:22 - Spettatori: 400 | Slovenia | 3 - 0 | Russia   | 25-20, 25-21, 26-24               |
| 16 maggio 2015 Športna dvorana, Nova Gorica Durata: 1h:13 - Spettatori: 50  | Germania | 3 - 0 | Russia   | 25-19, 25-19, 25-19               |
| 16 maggio 2015 Športna dvorana, Nova Gorica Durata: 1h:20 - Spettatori: 250 | Belgio   | 0 - 3 | Slovenia | 20-25, 23-25, 25-27               |
| 17 maggio 2015 Športna dvorana, Nova Gorica Durata: 1h:58 - Spettatori: 50  | Russia   | 2 - 3 | Belgio   | 25-23, 15-25, 18-25, 25-23, 14-16 |
| 17 maggio 2015 Športna dvorana, Nova Gorica Durata: 1h:45 - Spettatori: 500 | Germania | 1 - 3 | Slovenia | 25-23, 22-25, 16-25, 23-25        |

##### Classifica
| Pos | Squadra  | Pt | G | V | P | SV | SP | Ratio | PF  | PS  | Ratio |
| --- | -------- | -- | - | - | - | -- | -- | ----- | --- | --- | ----- |
| 1   | Slovenia | 9  | 3 | 3 | 0 | 9  | 1  | 9.000 | 251 | 219 | 1.146 |
| 2   | Germania | 6  | 3 | 2 | 1 | 7  | 3  | 2.333 | 236 | 211 | 1.119 |
| 3   | Belgio   | 2  | 3 | 1 | 2 | 3  | 8  | 0.375 | 236 | 249 | 0.948 |
| 4   | Russia   | 1  | 3 | 0 | 3 | 2  | 9  | 0.222 | 219 | 263 | 0.833 |

## Squadre qualificate
- Polonia
- Slovenia